# Tranvia Lovere-Cividate Camuno
La tranvia Lovere-Cividate Camuno (nota anche come Guidovia Lovere-Cividate Camuno o Guidovia Camuna) era una linea tranviaria extraurbana che congiungeva Lovere, sul Lago d'Iseo, a Cividate Camuno, in Val Camonica.

## Storia

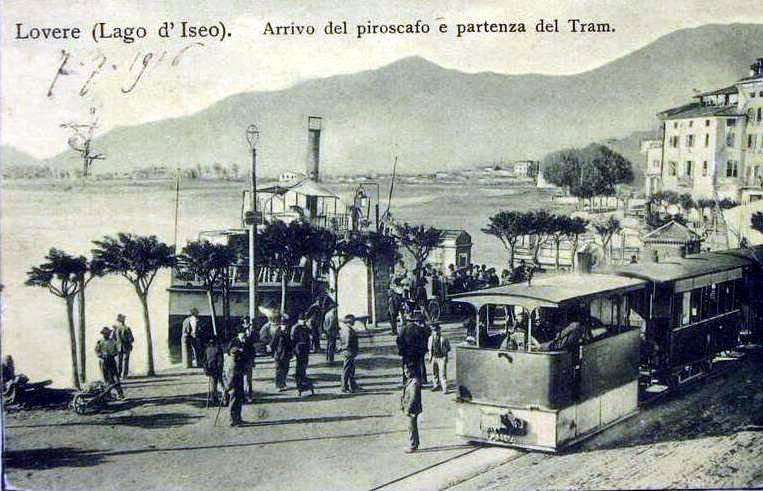
Tram in partenza a Lovere (inizio 1900)

L'idea di una tranvia camuna, che collegasse Lovere all'Alta Val Camonica, nacque durante le discussioni relative all'opportunità di proseguire la ferrovia Brescia-Iseo lungo il Sebino e quindi verso Breno ed Edolo. Lovere, centro commerciale del Lago d'Iseo, era sede dell'impianto siderurgico Gregorini e della Società di Navigazione del lago d'Iseo che controllava lo scalo lacuale. Inizialmente il comune si fece promotore per diventare il capolinea di una tranvia a scartamento ordinario che sarebbe proseguita fino a Edolo e che avrebbe dovuto considerarsi una prosecuzione della Brescia-Iseo, grazie a un collegamento lacuale tra Lovere e Iseo.
La preferenza della deputazione provinciale bresciana alla soluzione ferroviaria, spinse il comune di Lovere a promuovere una tranvia che fosse continuazione della progettata ferrovia Albano-Lovere e che si potesse spingere fino all'alta Valle Camonica.
Il progetto, nonostante l'impegno della deputazione provinciale bergamasca presso il Ministero dei lavori pubblici, non ottenne seguito.
Nel 1889 nacque un comitato promotore loverese che si prefisse lo scopo di chiedere la concessione di una tranvia che utilizzasse la strada nazionale del Tonale e che fosse una soluzione ai problemi della viabilità camuna. Il progetto si prefigurava di costruire una tranvia da Lovere a Breno e poi di estenderla fino a Edolo in un secondo tempo.
All'inizio degli anni Novanta, il proposito entrò in un momento di stallo dovuto alla crisi economica. Solo nel 1895 poté essere istituita la Società Anonima della Guidovia Camuna (GC). Essa si prefiggeva la concessione trentennale di una tranvia a scartamento ridotto da 950 mm che sarebbe stata collegata allo stabilimento Gregorini e al porto di Lovere.
L'autorizzazione ministeriale venne ottenuta il 31 dicembre 1896 e seguirono le proteste da parte dei consiglieri della provincia bresciana e di Giuseppe Zanardelli che temettero la perdita del sostegno ministeriale al progetto della ferrovia Iseo-Pisogne-Edolo. La Società Anonima, ottenuti sussidi e finanziamenti, poté procedere alla posa dei binari tra il 1900 e il 1901.

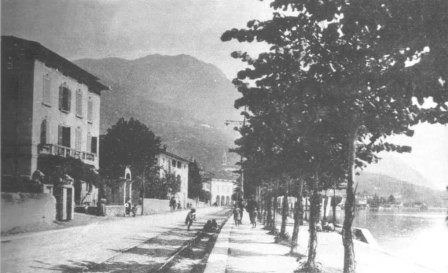
Il tracciato della tranvia sul lungolago di Lovere tra il porto e la stazione.

Il primo tratto ad essere inaugurato fu quello da Lovere a Boario, il 7 agosto 1901. Il restante tratto da Boario a Cividate Camuno fu aperto il 20 ottobre dello stesso anno.
L'esercizio fu svolto regolarmente dalla società anonima. L'apertura della ferrovia Iseo-Edolo nel 1907, pur dichiarata dal Consiglio Superiore dei Lavori Pubblici come non concorrente alla tranvia, diede le prime difficoltà economiche alla linea. Tra il 1908 e il 1909 avvenne il passaggio allo scartamento ordinario.
L'esercizio tranviario terminò per Regio Decreto l'agosto 1917, durante la prima guerra mondiale. Nei mesi successivi, l'armamento fu smantellato dal Genio Militare per esigenze belliche con l'impegno di ricollocarlo al termine del conflitto. Una nota dell'Ufficio tecnico della Provincia di Brescia del 1919 attesta che la linea non fu ripristinata.

## Caratteristiche
|  |  | Unknown route-map component "uexKBHFa" |

|  | Continuation backward | Unused straight waterway |  |  |

|  | Station on track | Unknown route-map component "uexHST" |  |  |

| One way leftward | Unknown route-map component "uxmKRZ" | Unknown route-map component "STR+r" |

|  | Unknown route-map component "uexHST" | Unknown route-map component "LSTR" |

|  | Unknown route-map component "uexHST" | Unknown route-map component "LSTR" |

|  | Unknown route-map component "uexHST" | Unknown route-map component "LSTR" |

|  | Unknown route-map component "uexHST" | Unknown route-map component "LSTR" |

|  | Unknown route-map component "uexHST" | Unknown route-map component "LSTR" |

|  |  | Unused straight waterway | Unknown route-map component "xABZgl" | Unknown route-map component "CONTfq" |

|  | Unknown route-map component "uexHST" | Unknown route-map component "exBHF" |

|  |  | Unused straight waterway | Unknown route-map component "exSTRl" | Unknown route-map component "exCONTfq" |

| Unknown route-map component "uexBHF" |

| Unknown route-map component "uexHST" |

| Unknown route-map component "uexHST" |

| Unknown route-map component "uexHST" |

| Unknown route-map component "uexHST" |

| Unknown route-map component "uexHST" |

|  | Unknown route-map component "uexKBHFa" | Unknown route-map component "uexHST" |  |  |

| Unknown route-map component "uexCONTgq" | Unknown route-map component "uexSTRr" | Unused straight waterway |  |  |

| Unknown route-map component "uexBHF" |

| Unknown route-map component "uexKDSTe" |

La tranvia era a binario singolo. Inizialmente lo scartamento adottato fu quello ridotto da 950 mm, per poi passare a quello ordinario tranviario italiano di 1445 mm, operazione compiuta fra il 1908 e il 1909.
Le rotaie erano di tipo Vignoles da 22 kg/m. La linea era inoltre dotata di servizio telegrafico.

### Percorso
La tranvia partiva da Lovere nei pressi del porto della cittadina, mentre la stazione era ospitata nell'edificio lungo corso Marconi che fa angolo con via XX Settembre. Si immetteva lungo la strada nazionale del Tonale che la linea percorreva, in sede promiscua, fino a Cividate Camuno.
Ad esclusione dei capilinea, la linea era dotata di una sola stazione, presso la frazione Corna di Darfo Boario Terme, e di un'unica fermata obbligatoria presso Rogno. Tutte le altre erano fermate, in piena linea, facoltative.
Il 10 giugno 1908, dopo l'arrivo della tranvia tranvia Trescore-Lovere presso la località Bersaglio del comune di Costa Volpino, fu attivata la fermata di Lovere Bersaglio. Nel 1910, fu istituita un'altra fermata in corrispondenza della stazione di Cividate-Malegno della ferrovia Iseo-Edolo.

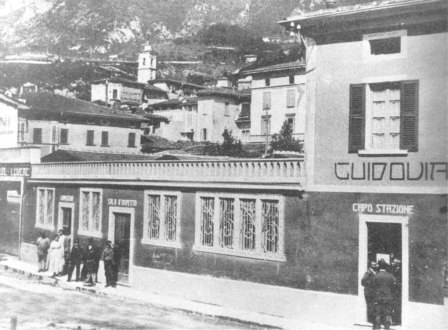
Stazione tranviaria di Lovere
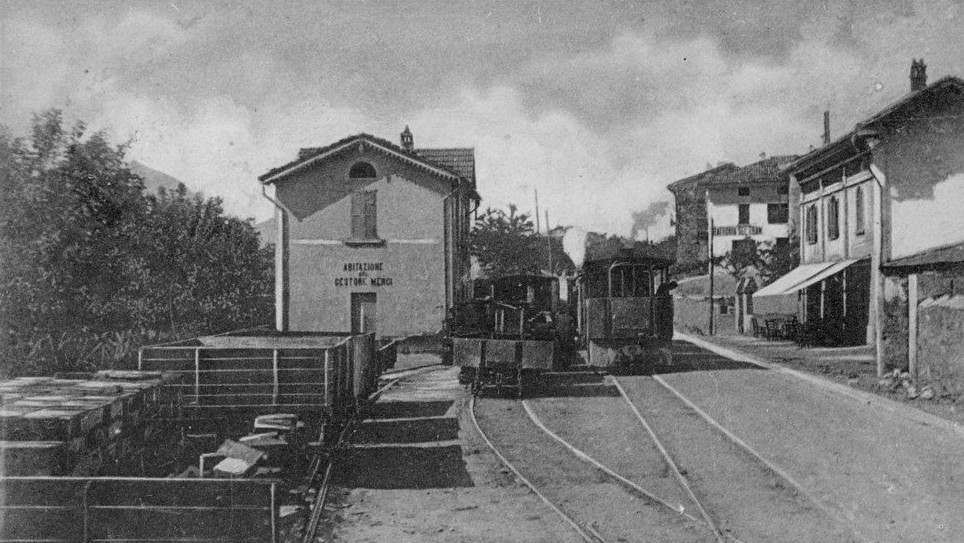
Stazione tranviaria di Corna
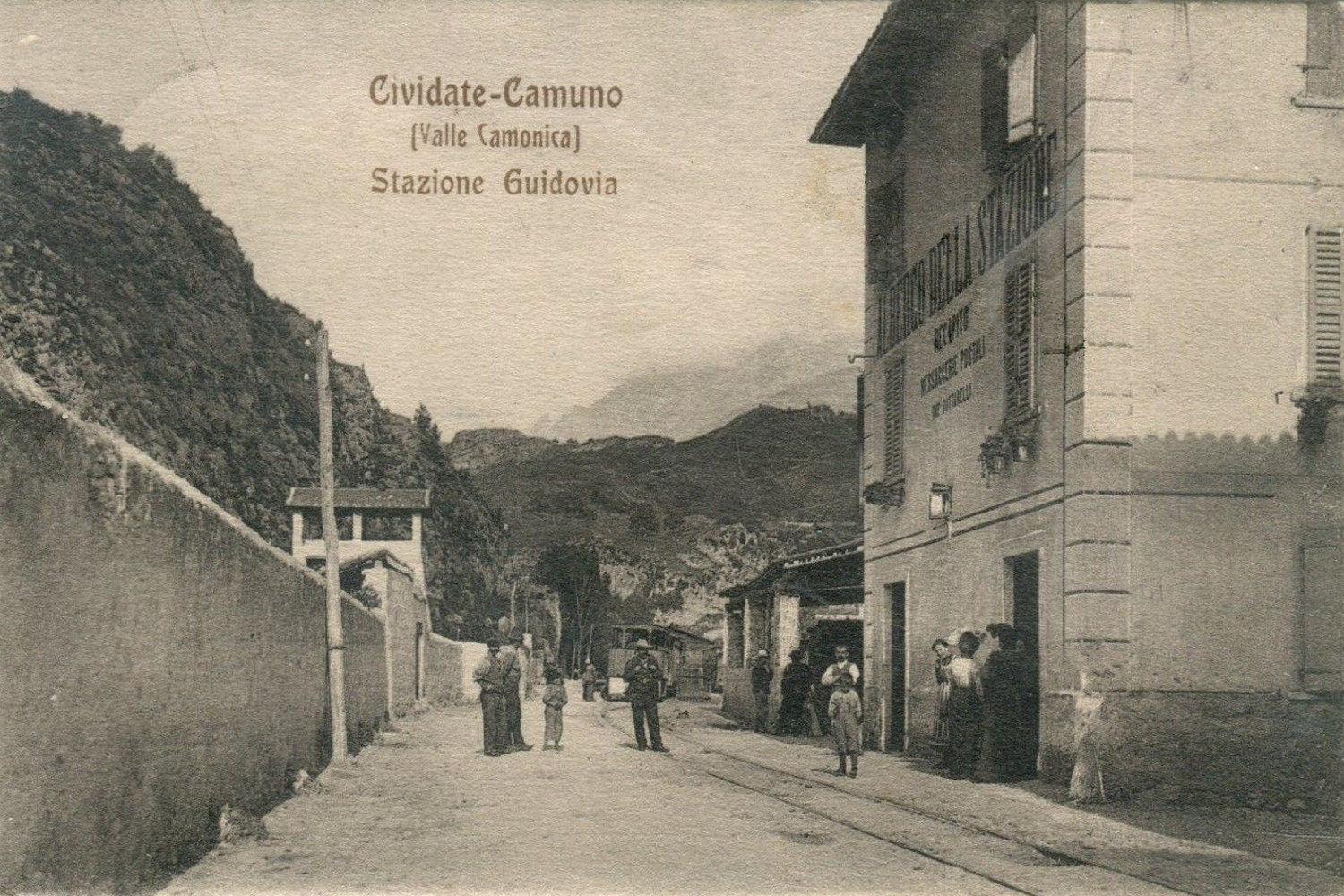
Stazione tranviaria di Cividate Camuno

## Materiale rotabile

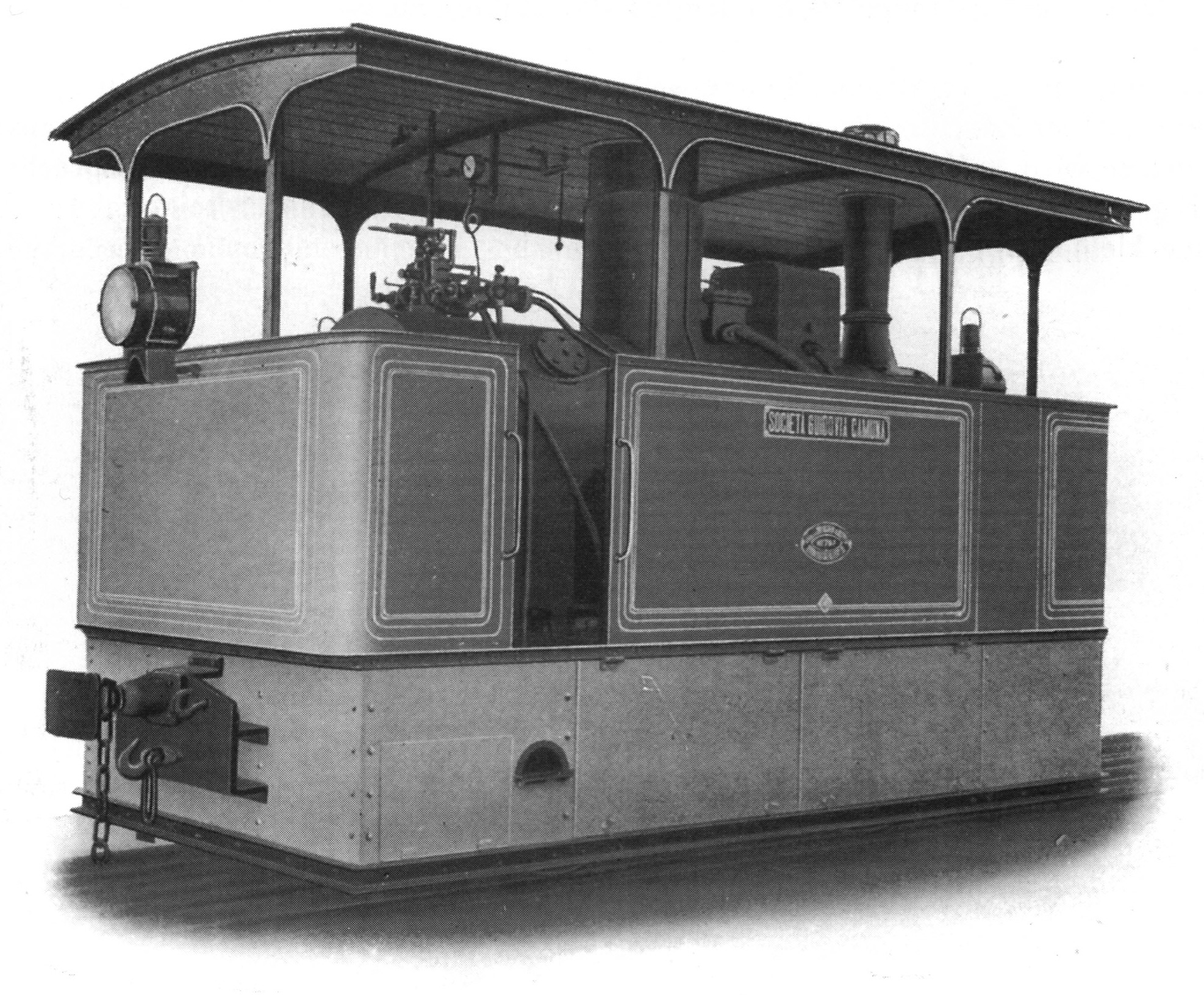
Locomotiva O+K della Guidovia Camuna

Sulla linea prestarono servizio quattro locomotive tranviarie a vapore, del tipo cabinato, costruite da Orenstein & Koppel (numeri di costruzione 944 e 797-799) fra il 1901 e il 1902 e immatricolate 3-6; dotate di due assi motori (rodiggio B) e lunga 4,3 metri, erano ammesse alla velocità massima di 25 km/h. La locomotiva n. 6, con il numero di costruzione più basso, si distingueva dalle altre unità per la caldaia e il gruppo cilindri di maggiori dimensioni.